# Colli Altotiberini
Die Weine mit der Bezeichnung Colli Altotiberini DOC werden im Gebiet des oberen Tiber in der Provinz Perugia, Umbrien produziert. Sie besitzen seit 1980 eine „kontrollierte Herkunftsbezeichnung“ (Denominazione di origine controllata – DOC), die zuletzt am 7. März 2014 aktualisiert wurde.

## Anbau
In den Hügeln beidseitig des Tiber werden in den Gemeinden San Giustino, Citerna, Città di Castello, Monte Santa Maria Tiberina, Montone, Umbertide, Gubbio und Perugia Weiß-, Rosé- und Rotweine mit DOC-Status hergestellt. In dieser Gegend wird der Weinanbau nachweislich schon seit der Zeit der Etrusker betrieben.

## Erzeugung
Folgende Weintypen dürfen innerhalb der Denomination erzeugt werden:
Verschnittweine
- Colli Altotiberini Bianco (auch als „Superiore“): muss mindestens 50 % Trebbiano Toscano enthalten. Höchstens 50 % andere weiße Rebsorten, die für den Anbau in der Region Umbrien zugelassen sind, dürfen zugesetzt werden.
- Colli Altotiberini Spumante: muss mind. 50 % Grechetto, Chardonnay, Pinot bianco, Pinot nero und/oder Pinot grigio (einzeln oder gemeinsam) enthalten. Höchstens 50 % andere weiße Rebsorten, die für den Anbau in der Region Umbrien zugelassen sind, dürfen zugesetzt werden.
- Colli Altotiberini Rosso und Colli Altotiberini Rosato (auch als Riserva oder Novello): müssen mindestens 50 % Sangiovese enthalten. Höchstens 50 % andere weiße Rebsorten, die für den Anbau in der Region Umbrien zugelassen sind, dürfen zugesetzt werden.

Fast sortenreine Weine
Die genannte Rebsorte muss zu mindestens 85 % enthalten sein. Höchstens 15 % andere analoge Rebsorten, die für den Anbau in der Region Umbrien zugelassen sind, dürfen zugesetzt werden.
- Colli Altotiberini Grechetto
- Colli Altotiberini Trebbiano
- Colli Altotiberini Cabernet Sauvignon, auch als „Riserva“
- Colli Altotiberini Merlot, auch als „Riserva“
- Colli Altotiberini Sangiovese, auch als „Riserva“

## Beschreibung
Laut Denomination (Auszug):

### Colli Altotiberini Bianco
- Farbe: mehr oder weniger intensiv strohgelb
- Geruch: charakteristisch, angenehm
- Geschmack: trocken, angenehm, harmonisch
- Alkoholgehalt: mindestens 10,5 Vol.-%, bei „Superiore“ mind. 11,5 Vol.-%
- Säuregehalt: mind. 5,0 g/l
- Trockenextrakt: mind. 15,0 g/l, bei „Superiore“ mind. 16,0 g/l

### Colli Altotiberini Rosato
- Farbe: mehr oder weniger intensiv rosa
- Geruch: weinig, fein
- Geschmack: frisch, trocken, harmonisch
- Alkoholgehalt: mindestens 11,0 Vol.-%
- Säuregehalt: mind. 5,0 g/l
- Trockenextrakt: mind. 17,0 g/l

### Colli Altotiberini Rosso
- Farbe: mehr oder weniger intensiv rubinrot
- Geruch: angenehm weinig, mit charakteristischen Aromen
- Geschmack: trocken, rund, körperreich
- Alkoholgehalt: mindestens 11,5 Vol.-%
- Säuregehalt: mind. 4,5 g/l
- Trockenextrakt: mind. 19,0 g/l